# 船舶無線
船舶無線（せんぱくむせん）とは、船舶の安全航行確保に用いられる業務無線の総称である。

## 概要
無線通信用の他にレーダーやビーコンなど無線航行用があり、海上保安庁、海運事業者、漁業協同組合などが利用している。
使用する無線機器については、電波を発射するものは無線局の免許を要する。
その操作には、一部を除き海上無線通信士など無線従事者も要する。
長距離通信には従来短波帯が多用されていたが、衛星通信の発達により、短波帯の利用は漁業無線など一部に縮小している。

## 世界での歴史
船舶に無線電信機（送信機または受信機）を取り付け、通信試験を行うようになったのは1897年（明治30年）である。
- この年の春、ロシア海軍水雷士官学校の教官アレクサンドル・ポポフは、ロシアの首都ペテルブルクの沖合にあるクロンシュタット軍港内の巡洋艦「ロシア」と「アフリカ」に無線機を設置し電波伝播試験を開始した[1]。
- 同年7月、マルコーニはイタリアのラ・スペツィア軍港に送信機を設置し、受信機を設置した装甲艦サン・マルティーノ(San Martino）で近海を航行しながら、イタリア政府およびイタリア海軍関係者にデモンストレーションを行った[2]。
- 同年11月、マルコーニはボーンマス（Bournemouth）とスワネージ（Swanage）間を毎日運航している蒸気船に受信機を搭載して、乗客たちにワイト島のニードルス（Needles）海岸局からの無線電報が届く様子をデモンストレーションした。

### 船舶無線ビジネスの試み
1898年（明治31年）になると、船舶無線によるビジネスが小規模ながらもはじめられた。
翌1898年7月、アイルランドで開催されたヨットレースの無線中継をダブリン・デイリー・エクスプレス社（Dublin Daily Express）から受注し、蒸気船フライング・ハントレス号（Flying Huntress）号に送信機を設置して実況中継した。これがマルコーニ社の初受注だった。さらに新聞でその評判を知ったイギリスのビクトリア女王はマルコーニを呼びつけ、王室ヨットで病気療養中だった皇太子の様子を知るために無線を導入した。8月3日より16日間で王室ヨット・オズボーン号（The Royal Yacht "Osbourne"）とワイト島のオズボーン・ハウス（王室別荘）間で計150回の通信が交わされている。これが二番目の受注となった。

### 海上公衆通信の開始
1900年（明治33年）2月にオランダとの国境にあるドイツのボルクム島灯台海岸局、ボルクム・リフ灯台船無線局、北ドイツ・ロイド汽船会社の大西洋航路客船カイザー・ヴィルヘルム・デア・グロッセ号に船舶無線局を設置して公衆通信（電報）の試験を始めた。
1900年4月25日、マルコーニは海上公衆通信の商用化を専業とする、マルコーニ国際海洋通信会社（Marconi International Marine Communication Company）を分社させた。そして1900年5月15日より上記3つの無線施設を使って世界初の公衆通信（電報サービス）をスタートさせた。恒久施設による海上公衆通信のビジネス化はこうして達成されたのである。

### 船舶用の遭難信号を制定
1904年（明治37年）1月7日、マルコーニ国際海洋通信会社が遭難信号CQDを制定したが、これは同社の社内符号であり他の無線会社には関係しない。1905年（明治38年）4月1日、ドイツ無線電信条例が施行され、その第4条に遭難信号SOSが盛り込まれた。
1906年（明治39年）11月3日、第一回国際無線電信会議において世界共通の遭難信号SOSが採択され、1908年（明治41年）7月1日に発効した。しかし他社とは交信しない方針のマルコーニ社は自社の社内符号CQDを1912年（明治45年）の、タイタニック号沈没事故まで使い続けた。ホワイト・スター・ライン所属のタイタニック号に船舶局を開設していたのはマルコーニ国際海洋通信会社だった。

### 初のSOS
1909年（明治42年）8月11日、クライド・ライン所属「アラパホ号(SS Arapahoe)」がニューヨークからジャクソンビル (フロリダ州)に向かっていたところ、ノースカロライナ州ハッテラス岬沖でプロペラシャフトを破損するという事故を起した。アラパホ号にはユナイテッド・ワイアレス社の船舶局（呼出符号VB）が設置されており、遭難信号SOSで助けを求めたところ、ユナイテッド・ワイアレス社ハッテラス岬海岸局（呼出符号HA）から応答があった。ほどなく同じくクライド・ライン所属の「ヒューロン号(SS Huron)」（呼出符号VH）とも連絡がとれ、駆けつけたヒューロン号によりアラパホ号の全員が無事救助された。
また前述のタイタニック号の事故の際には、同号に開設されたマルコーニ国際海洋通信会社の船舶局（呼出符号MGY）が当初CQDを使ったが、途中より国際的な遭難信号SOSも併用した。

## 日本での歴史
日本における船舶無線の利用に目をつけたのは海軍である。1899年(明治32年)5月12日付でイギリス公使館付武官であった川島令次郎は無線電信の研究を喚起する意見書を海軍省に送った。さらにアメリカに留学していた海軍大尉秋山真之も同年6月21日付意見書で海軍省軍事課長宛に清国および韓国における無線電信施設設置権を我が国が獲得しておくべきとの具申を行っている。この時は結局具体的にはまとまらなかったが、その後1900年(明治33年）2月9日に海軍に無線電信調査委員会が設置された。そして船に搭載して通信試験を行い1901年(明治34年）に試験完了し三四式無線電信機（年号より三四）と称することになった。

### 三六式無線電信機
三四式無線電信機のインダクションコイルは高価な輸入品だった。1903年（明治36年）、安中電機製作所がインダクションコイルの国産化に成功し、三四式の改良機となる三六式無線電信機が開発された。海軍は三六式無線電信機を急造し、海軍の15艦に装備できたため、1905年(明治38年）5月の日本海海戦（日露戦争）において海軍の無電（三六式無線電信機および一部は三四式無線電信機）が大活躍したのである。

### 海上公衆通信の開始
海軍を中心とした我が国の無線機開発とその実用化は見事な成果を収めた。戦争に備えて、これまで逓信省の無線実験は中止されていたが、それは海軍省の無線に混信を与えないためである。
1907年(明治40年)、終戦で無線研究を再開した逓信省は公衆通信（電報サービス）の創業準備に着手した。全国の郵便局の有線電信士より新たに無線官吏（逓信省職員の無線通信士）の希望者を募り、通信官吏練習所で養成教育をスタート。また無線設備の設計・設置にはこれまでどおり佐伯美津留がその任にあたった。
1908年（明治41年）5月16日、初めての船舶局、東洋汽船所属の天洋丸（呼出符号TTY）と、初めての海岸局、銚子無線電信局（呼出符号JCS）が開業した。横浜を出航した天洋丸TTYは、さっそく電報交換を試みたが、銚子無線電信局JCSとつながらないまま東京湾から出てしまい、失意のままに香港へ去っていった。同年5月27日にライバル社となる日本郵船所属の丹後丸（呼出符号YTG）が開局。銚子無線電信局JCSとの間で、初めて海上における公衆通信（電報サービス）が交わされた。
無線に関する最初の法律「電信法」および省令で『無線電信は政府管掌する』と定めていたため、民間商船の中に逓信省の無線局（船舶局）が置かれ、逓信省の無線官吏が乗務したのである。丹後丸YTGの無線局長は逓信省の米村嘉一郎だった。